# أكاديمية العلوم المفيدة
أكاديمية العلوم المفيدة في إرفورت (بالإيطالية: La Accademia delle scienze utili)‏ مؤسسة علمية في إرفورت منذ 1754.

## الأعضاء المهمون
- غوستاف أوبين (1881-1938)
- فريدريك ألبريشت أوجستي (1691-1782)
- يونس جاكوب برزيليوس (1779-1848)
- أوتو فون بسمارك (1815–1898)
- جبهارد ليبرخت فون بلوخر (1742-1819)
- فيلهلم هاينريش سيباستيان بوكولز (1734-1798)
- إرنست فلورينز فريدريش كلادني (1756-1827)
- فيلهلم دوربفيلد ( 1853-1940 )
- يوهان جورج إيك (1745-1808)
- هانز إلينبيرج (1877-1949)
- رودولف يوكين (1846-1926)
- بول يوهان أنسيلم فون فيورباخ (1775–1833)
- جوزيف لويس جاي لوساك (1778-1850)
- أغسطس فيلهلم أنطونيوس نيثارت فون جنيزيناو (1760-1831)
- يوهان فولفجانج فون جوته (1749-1832)
- يوهان كريستيان جوتهارد (حوالي 1760-1813)
- يوهان كريستوف جوتشيد (1700-1766)
- جاكوب جريم (1785–1863)
- فيليب ماتيوس هان (1739-1790)
- كارل أوغست فون هاردنبيرج (1750–1822)
- السير فريدريش فيلهلم هيرشل (1738-1822)
- هاينريش هيس (1844-1927)
- كريستيان جوتلوب هاين (1729-1812)
- كريستوف فيلهلم هوفلاند (1762–1836)
- والتر هوفمان (1891–1972)
- الكسندر فون همبولت (1769-1859)
- فيلهلم فون همبولت (1767–1835)
- ويرنر جايجر (1888–1961)
- كريستيان هاينريش جوتليب كوشي (1769–1828)
- يوليوس كوستلين (1826–1902)
- ديفيد فرديناند كوريف (1783-1851)
- كاسبار فريدريش لوسيوس ( 1753-1817 )
- يوهان فريدريش ميج (1744-1819)
- يوهان بيتر جوزيف مونهايم (1786-1855)
- هاينريش فيلهلم أولبيرز (1758-1840)
- لامبرت أدولف جاك كويتليه (1796-1874)
- كارل كريستيان رافن (1795–1864)
- كارل روبرت (1850-1922)
- يوهان ريتشارد فون روث (1749-1813)
- كريستيان جوتلف سالزمان (1744–1811)
- فريدريك شيلر (1759-1805)
- Heinrich Friedrich Karl Freiherr vom Stein (1757–1831)
- لويس جاك تينارد (1777-1857)
- جورج فريهير فون فيغا (1754-1802)
- آرثر ويليسلي ، 1 دوق ويلينجتون (1769-1852)
- كريستوف مارتن ويلاند (1733-1813)
- أولريش فون ويلاموفيتش مويلندورف (1848-1931)
- ستيفان ألكسندر وردتوين (1719-1796)

## الروابط الخارجية
- الموقع الرسمي